# Fiodor Petrovitch Pahlen
Le baron (comte à partir de 1799) Friedrich Alexander von der Pahlen (en russe : Фёдор Петрович Пален, Fiodor Petrovitch Pahlen ; né le 2 septembre 1780 à Mitau et mort le 8 janvier 1863 (20 janvier dans le calendrier grégorien) à Saint-Pétersbourg) était un diplomate russe, un véritable conseiller secret, un membre du Conseil d'Etat impérial russe et gouverneur général de la Nouvelle-Russie .

## Biographie
Friedrich appartient à une lignée courlandaises de la famille von der Pahlen. Ses parents sont le ministre russe des Affaires étrangères et co-conspirateur régicide Peter von der Pahlen (1745-1826) et Juliane, née op dem Hamme dit Schoeppingk (1750-1814). Les généraux russes de cavalerie Peter von der Pahlen (1777–1864) et Paul von der Pahlen (1775–1834) sont ses frères. 
Il s'engage dans le service diplomatique russe, initialement en Suède, en France et en Grande-Bretagne. 
En 1809, il devient ambassadeur de Russie aux États-Unis à Washington, en 1811 il est ambassadeur au Brésil à Rio de Janeiro, puis de 1815 à 1822 ambassadeur en Bavière à Munich. Il devient plus tard gouverneur général de Nouvelle-Russie et « Namestnik » de Bessarabie, où il succéda à Mikhaïl Semionovitch Vorontsov. Il était également membre du Conseil d'État impérial russe. Pendant la guerre russo-turque de 1828-1829 il est  gouverneur des principautés danubiennes, administrées par la Russie en tant que réparation de l'Empire ottoman. Son titre officiel était celui de « Président plénipotentiaire du Divan en Moldavie et en Valachie » - à ce poste, il est remplacé en février 1829 par Piotr Jeltoukhine. 
Friedrich von Pahlen a ouvert la première école juive laïque à Odessa. 
Il a cinq enfants de son mariage en 1830 avec Vera Tchernycheva (1808-1880). Sa plus jeune fille, Natalie (1842-1920), Dame de compagnie de l'impératrice Maria Fiodorovna (1847-1928), était mariée au maréchal de Livonie, le prince Paul von Lieven (1821-1881).

## Littérature
- Constantin C. Giurescu : Istoria Bucureştilor. Din cele mai vechi timpuri pînă în zilele noastre, Ed. Pentru Literatură, Bucarest, 1966.
- Oskar Stavenhagen (arr. ): Manuel généalogique des chevaliers du Kurland, volume 1, Görlitz 1939, p. 601 et p. 606.